# 야스민 게라트
야스민 게라트(Jasmin Gerat, 1978년 12월 25일 ~ )는 독일의 배우이다.

## 출연 작품
- 웬디 2: 영원한 우정 (2018)
- 웬디와 딕시 (2017)
- 낫 마이 데이 (2014)
- 꼬꼬바 2 (2013)
- 엔젤 오브 데스 - 반리우벤스 세컨드 케이스 (2013)
- 남자는 그들이 할수있는 것을 한다 (2012)
- 어 우먼 디사이피어스 (2011)
- 꼬꼬바 (2011)
- 캐스팅 어바웃 (2004)
- 걸스 온 탑 2 (2004)
- 아이 러브 유, 베이비 (2000)